# Подмаренник трёхраздельный
Подмаренник трёхраздельный, или Подмаренник трёхнадрезанный (лат. Galium spurium) — вид однолетних или многолетних травянистых растений из рода Подмаренник семейства Мареновые.

## Название

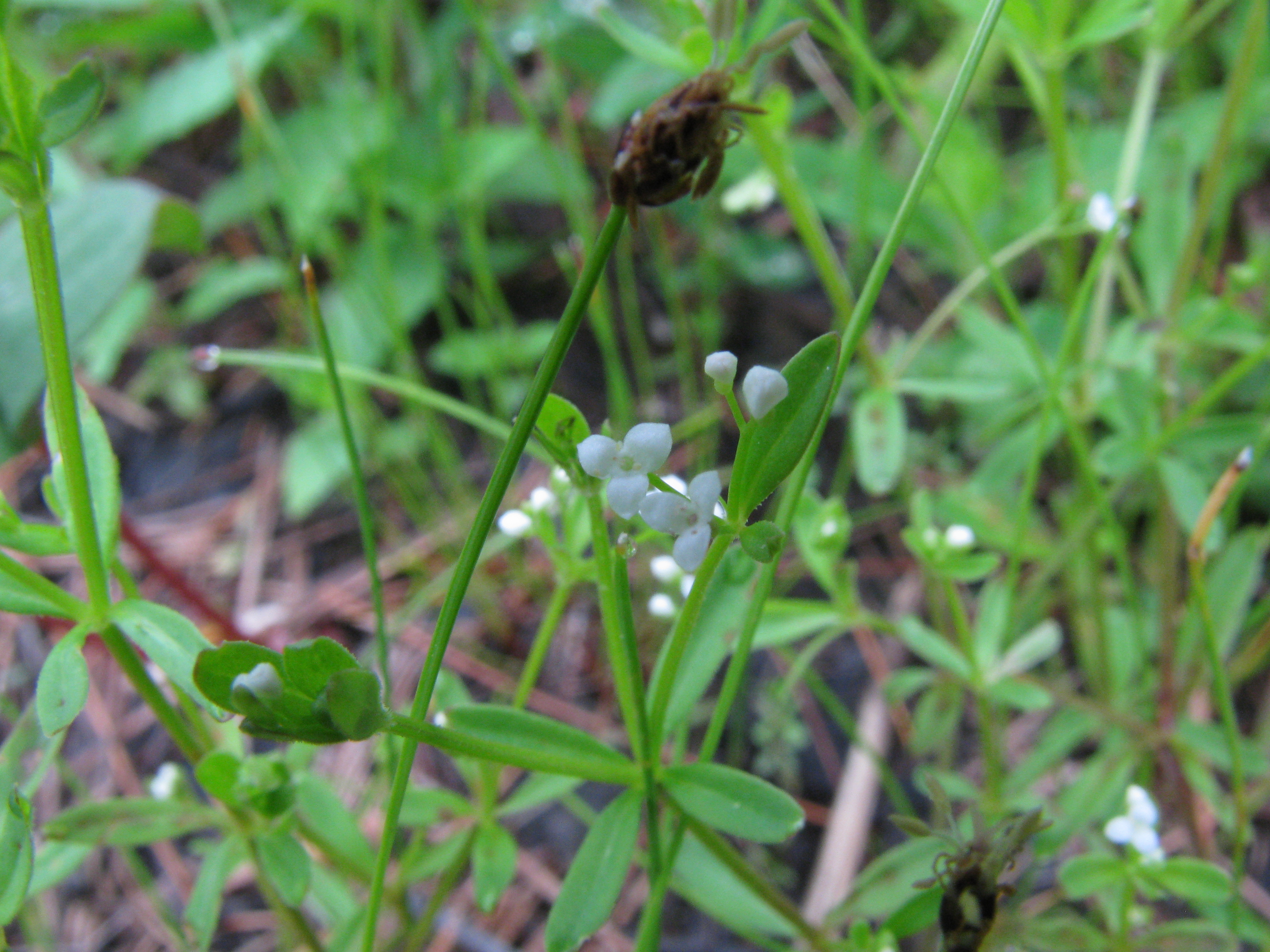
Трёхдольный венчик цветка подмаренника трёхраздельного

Родовое название Galium имеет греческое происхождение от греч. γάλα (gala) — «молоко». Считается что оно дано растению потому, что у поедающих растение коров менялось свойство молока: оно становилось красноватым и быстро свёртывалось. Русское название рода, подмаренник, объясняется схожестью с другим родственным растением мареной (Rubia).
Латинский видовой эпитет trifidum образован от корней лат. tri - три и лат. findere - разделять, разрывать, выделять, и означает "трёхдольный, трёхсоставной, разделенный на три части", что отражает характерную особенность вида - венчик, разделенный на три доли (у других видов их обычно 4). Русскоязычное название трёхраздельный или трёхнадрезанный является смысловым переводом латинского.

## Ботаническое описание
По одним источникам — однолетние, по другим — мало- либо многолетние травянистые растения, иногда образующие рыхлые дерновинки.
Корни нитевидные, тонкие, ползучие.
Стебли одиночные до сильноветвящихся, многочисленные, тонкие, слабые, полегающие, редко — восходящие или почти прямостоячие, длиной 8-20(30) см. С выраженными шероховатыми и цепкими из-за мелких, направленных назад, шипиков рёбрами.
Листья тонкие, ланцетные или линейные, длиной 6-11(25) мм, шириной 0,75-1,5(6) мм. Кончик тупой или закругленный, у основания суженные. Стеблевые листья часто неодинаковой длины в мутовках по 4(5-9), прицветные значительно меньше по размеру, собраны по 3, одиночные, либо парные.
Цветки по 1-3 в многочисленных терминальных и пазушных полузонтиках. Цветоносы значительно длиннее листьев. Цветоножки длинные, нитевидные, при плодах до 2 см и отгибаются книзу. Венчик белый, трёхнадрезанный (редко — четырехмерный) с широкояйцевидными лепестками (лопастями), 1-2,5 мм в диаметре. Тычинок три, с жёлтыми пыльниками.
Плодики шаровидные, раздвинутые, соприкасающиеся только в основании. Голые, 1 × 3 мм.
Хромосомное число 2n = 24.

## Распространение и экология
Ареал охватывает северные районы Евразии и Северной Америки.
В России произрастает по всей Европейской части, в Сибири, на Дальнем Востоке.
Предпочитает торфяные болота, сырые берега водоёмов, долинные леса, заболоченные луга и кустарниковые заросли, карьеры и канавы по обочинам дорог.

## Классификация

### Таксономия
- Galium trifidum L., 1753, Sp. Pl. : 105

Вид Подмаренник трёхраздельный включается в род Подмаренник (Galium) семейства Мареновые (Rubiaceae) порядка Горечавкоцветные (Gentianales), последовательно входящего в более крупные клады Ламииды → Астериды → Суперастериды → Эвдикоты → Цветковые растения. Таксономическая схема в соответствии с Системой APG IV по состоянию на июнь 2024 года:
|  |                          |  |                                   |                                   |                     |  | еще 4 семейства | еще 4 семейства |                                |  |                          |  | еще 671 подтвержденный вид и 66 видов, ожидающих подтверждения | еще 671 подтвержденный вид и 66 видов, ожидающих подтверждения |  |
|  |                          |  |                                   |                                   |                     |  | еще 4 семейства | еще 4 семейства |                                |  |                          |  | еще 671 подтвержденный вид и 66 видов, ожидающих подтверждения | еще 671 подтвержденный вид и 66 видов, ожидающих подтверждения |  |
|  |                          |  |                                   | порядок Горечавкоцветные          |                     |  |                 |                 | род Подмаренник                |  |                          |  |                                                                |                                                                |  |
|  |                          |  |                                   | порядок Горечавкоцветные          |                     |  |                 |                 | род Подмаренник                |  | 5 внутривидовых таксонов |  |                                                                |                                                                |  |
|  | клада Цветковые растения |  |                                   |                                   | семейство Мареновые |  |                 |                 | вид Подмаренник трёхраздельный |  |                          |  |                                                                |                                                                |  |
|  | клада Цветковые растения |  |                                   |                                   |                     |  |                 |                 |                                |  |                          |  |                                                                |                                                                |  |
|  |                          |  | ещё 63 порядка цветковых растений | ещё 63 порядка цветковых растений |                     |  |                 | еще 611 родов   | еще 611 родов                  |  |                          |  |                                                                |                                                                |  |
|  |                          |  |                                   | ещё 63 порядка цветковых растений |                     |  |                 |                 | еще 611 родов                  |  |                          |  |                                                                |                                                                |  |

### Внутривидовые таксоны
- Galium trifidum subsp. brevipes (Fernald & Wiegand) Á.Löve & D.Löve
- Galium trifidum subsp. columbianum (Rydb.) Hultén
- Galium trifidum subsp. halophilum (Fernald & Wiegand) Puff
- Galium trifidum subsp. subbiflorum (Wiegand) Puff
- Galium trifidum subsp. trifidum